# 518
Évszázadok: 5. század – 6. század – 7. század
Évtizedek: 460-as évek – 470-es évek – 480-as évek – 490-es évek – 500-as évek – 510-es évek – 520-as évek – 530-as évek – 540-es évek – 550-es évek – 560-as évek
Évek: 513 – 514 – 515 – 516 –  517 – 518 – 519 – 520 – 521 – 522 – 523

## Események

### Bizánci Birodalom
- 88 éves korában meghal I. Anasztasziosz császár, aki megreformálta a birodalom adó- és pénzrendszerét és a kincstárban 430 tonna aranyat hagyott maga után; ezzel szemben monofizita hite miatt a birodalom a polgárháború szélére került. Mivel gyermeke nincs, a főtisztviselők a testőrség alacsony származású parancsnokát, az idős, gyermektelen Iusztinoszt választják császárrá. Iusztinosz kivégezteti riválisát, a szintén trónra áhítozó Theokritoszt, feleségét (aki állítólag eredetileg barbár rabszolganő volt) pedig Euphémia néven császárnővé koronáztatja. Iusztinosz bizalmas tanácsadóként maga mellé veszi unokaöccsét, Flavius Petrus Sabbatiust, akit fiává fogad és a Iusztinianosz nevet adja neki.
- A khalkédóni hitvallást követő Iusztinosz elkezdi az elődje által kinevezett monofizita egyházfők leváltását. Miután Severus, Antiokheia pátriárkája megtagadja a khalkédóni hitelvek elismerését, a császár elrendeli a letartóztatását és nyelve kivágását, de a pátriárka időben Alexandriába menekül. Az antiokheiai monofiziták továbbra is Severust tartják a jogos pátriárkának (belőlük alakul ki később a szír ortodox egyház).
- Konstantinápoly pátriárkájának előző évben megürült székébe Kappadókiai Jánost választják.
- Egy földrengés teljesen lerombolja Szkupit, a mai Szkopje elődjét.

## Születések
- Szent Mungo, skóciai hittérítő

## Halálozások
- július 9. – I. Anasztasziosz, bizánci császár
- február 5. – Avitus, Vienne püspöke
- II. Flavianus, antiokheiai pátriárka

## Fordítás
- Ez a szócikk részben vagy egészben  a(z)   518 című angol Wikipédia-szócikk ezen változatának fordításán alapul.  Az eredeti cikk szerkesztőit annak laptörténete sorolja fel. Ez a jelzés csupán a megfogalmazás eredetét és a szerzői jogokat jelzi, nem szolgál a cikkben szereplő információk forrásmegjelöléseként.